# VV Schagen
VV Schagen was een amateurvoetbalvereniging uit Schagen in de Nederlandse provincie Noord-Holland.

## Geschiedenis
De eerste poging om een Schagense voetbalvereniging op te richten stamt uit 1909 wanneer Piet Leguit, Klaas en Abraham Drukker een terrein aan de Stationsweg in gebruik nemen. In de zomer van 1909 vindt de jaarlijkse kermis plaats, en de kermiswagens worden op ditzelfde terrein geplaatst waardoor het terrein onbruikbaar wordt. Spelers weigeren contributie te betalen en haken af.
In het voorjaar van 1910 wordt getracht in de zomermaanden het ijsbaanterrein aan de Nieuwe Laagzijde van de NV Sportterrein Wilhelmina te huren. Directeur Raat vraagt 25 gulden voor de huur van het terrein, maar dit is te duur.
Op 30 april 1911 wordt een voetbalvereniging opgericht door Piet Leguit, Piet Roggeveen, Klaas en Abraham Drukker. In de Schager Courant van 2 mei 1911 wordt berichtgegeven dat de pogingen gelukt zijn om een voetbalclub op te richten, mits het bestuur van Sportterrein Wilhelmina instemt met de verhuur van het terrein. Daniel Smit ondersteunt de onderhandelingen, en het huurbedrag wordt teruggebracht naar 10 gulden. Op 7 mei 1911 wordt de vereniging officieel opgericht als Sparta. Op 9 juli 1911 speelt Sparta zijn eerste wedstrijd tegen NNVV uit Nieuwe Niedorp. Deze wedstrijd wordt verpletterend verloren met 10-2.
Medio 1921 werd de naam VV Schagen aangenomen. Per 1 juli 2019 fuseerden SRC en Schagen tot Schagen United. Thuisbasis was het “Sportpark VV Schagen”.

## Standaardelftal
Het standaardelftal speelde laatstelijk in het seizoen 2018/19, waar het uitkwam in de Vierde klasse zondag van het KNVB-district West-I.

### Erelijst
kampioen Tweede Klasse: 1972
kampioen Derde Klasse: 1970
kampioen Vierde Klasse: 1942, 1948, 1952, 1965, 1988
kampioen Vijfde Klasse: 2002
kampioen NHVB 1e klasse: 1931, 1983
kampioen NHVB 4e Klasse: 1922

### Competitieresultaten 1930–2019
| 1 4D |

|  |

|  |

|  |

| 6 1C |

| 1 1C |

| 3 4A |

| 6 4A |

| 4 4A |

| 7 4A |

| 4 4A |

| 6 4A |

| 2 4A |

| 2 4A |

| 6 E |

| 3 4A |

| 1 4A |

| 6 3A |

| 5 3A |

|  |

| 7 3D |

| 9 3D |

| 1 4A |

| 7 3B |

| 10 3A |

| 3 4B |

| 1 4A |

| 2 4A |

| 7 4A |

| 3 4A |

| 7 4A |

| 3 4A |

| 9 4B |

| 6 4A |

| 6 4A |

| 8 4A |

| 2 4A |

| 3 4A |

| 6 4A |

| 1 4A |

| 5 3A |

| 3 3A |

| 5 3A |

| 5 3A |

| 1 3B |

| 6 2A |

| 1 2A |

| 12 1A |

| 14 2A |

| 12 3A |

| 12 4A |

| 10 |

| 9 |

| 8 |

| 12 |

| 4 1A |

| 4 1A |

| 1 1A |

| 3 |

| 3 4A |

| 7 4A |

| 5 4A |

| 1 4A |

| 4 3A |

| 8 3A |

| 7 3A |

| 4 3A |

| 6 3A |

| 6 3A |

| 12 3A |

| 12 4A |

| 10 5A |

| 10 5A |

| 12 5A |

| 2 6A |

| 5 5A |

| 1 5B |

| 3 4A |

| 8 4A |

| 8 4A |

| 9 4A |

| 3 4A |

| 4 4A |

| 12 3A |

| 2 4A |

| 11 3A |

| 5 4A |

| 11 4A |

| 6 4A |

| 7 4A |

| 6 4A |

| 6 4A |

| 6 4A |

| 9 4A |

| Eerste klasse | Tweede klasse | Derde klasse | Vierde klasse | Vijfde klasse | Zesde klasse | Hoofdklasse NHVB | Eerste klasse NHVB | Tweede klasse NHVB | Derde klasse NHVB | Vierde klasse NHVB | Noodcompetitie |

2010: de beslissingswedstrijd op 9 mei om het klassekampioenschap in 4A werd bij Z.A.P. met 0-2 verloren van BKC.
In elke staaf van de grafiek staat van boven naar beneden vermeld: 
- Eindnotering

Dit is de positie die de club heeft bereikt in de competitie, zonder eventuele beslissings-, play-off- of nacompetitiewedstrijden die nodig zijn geweest om bijvoorbeeld de kampioen van de competitie te bepalen.
Indien een * achter het getal staat is de notering een tussenstand en kan het zijn dat de notering niet overeenkomt met de uiteindelijke eindstand van de competitie.
Staat er een - dan is het seizoen nog bezig en is er geen definitieve uitslag bekend.
Staat er xx op de positie van de notering, dan heeft de club vroegtijdig de competitie verlaten. Dit kan onder andere komen door terugtrekking van het team, faillissement van de club of door een uitgedeelde straf van de KNVB. In veel gevallen staat elders in het artikel de reden vermeld.
Staat er een ? dan is het resultaat uit het verleden onbekend, en is alleen de competitie of het niveau bekend van dat seizoen.
In de seizoenen 2019/20 en 2020/21 werd wegens de coronacrisis het amateurvoetbal afgebroken. Daardoor kennen deze staven geen eindklassering (middels -- weergegeven).
- Competitieniveau en afdelingsletter of Officiële eindstand Eredivisie
  - Competitieniveau en afdelingsletter

Hierbij geeft het getal het niveau weer, dat ook terug te vinden is in de legenda. De letter is de afdelingsaanduiding en wordt gebruikt wanneer er meer afdelingen zijn op hetzelfde niveau. De afdelingsletter is altijd een hoofdletter en wordt meestal zonder nummer gebruikt.
Voorbeeld: 2F is niveau 2e klasse competitie F.
Het competitieniveau en nummer wordt niet vermeld wanneer er slechts één competitie van dit niveau was.
  - Officiële eindstand Eredivisie (getal staat tussen haakjes vermeld)

Sinds de introductie van play-offwedstrijden voor Europees voetbal na afloop van de reguliere competitie in 2005/06, is de KNVB verplicht een eindstand van de Eredivisie door te geven aan de UEFA aan de hand van deze play-offwedstrijden.
Bij deze eindstand staan clubs die zich hebben gekwalificeerd voor Europees voetbal hoger dan clubs die zich niet wisten te kwalificeren. Indien er geen verschil was tussen de eindnotering en de officiële eindstand, staat dit getal niet vermeld.

- Onderafdeling

Hier staat afgekort de naam van de onderafdeling indien de club in dat jaar in een onderafdeling uitkwam. Tevens staat deze afkorting in de legenda en wordt gelinkt naar het artikel over deze onderafdeling. Deze afkorting wordt alleen vermeld wanneer de club in het verleden in verschillende onderafdelingen heeft gespeeld. Deze vermelding is in de staaf altijd in kleine letters. Deze onderafdelingen zijn na het seizoen 1995/96 afgeschaft. Heeft de club in slechts één onderafdeling gespeeld, dan is dit alleen terug te vinden in de legenda.
Onder de staaf staat het jaartal vermeld waarin het seizoen is afgesloten. 15 verwijst naar het seizoen 2014/15 of eventueel het seizoen 1914/15.
Wanneer een staaf leeg is, zijn deze gegevens niet bekend. Het kan ook zijn dat de club dat seizoen niet heeft meegespeeld op het hogere amateurniveau, vroegtijdig de competitie heeft verlaten of uit de competitie is gezet.

In het seizoen 1944/45 was er wegens de Tweede Wereldoorlog geen regulier competitievoetbal.

## Bekende (oud-)trainers
- Klaas Bijl

VV Callantsoog · Con Zelo · VV Dirkshorn · SV Geel-Zwart '30 · VV Hollandia T · VV Oudesluis · SV Petten · Schagen United · Sint Boys DES · VV Vesdo · VIOS-W